# Lame White Man
 (février 2019).
Si vous disposez d'ouvrages ou d'articles de référence ou si vous connaissez des sites web de qualité traitant du thème abordé ici, merci de compléter l'article en donnant les références utiles à sa vérifiabilité et en les liant à la section « Notes et références ».
Lame White Man, ou Vé'ho'énȯhnéhe (né vers 1837 ou 1839 et mort le 25 juin 1876), est un chef de guerre cheyenne qui combattit lors de la bataille de Little Bighorn, le 25 juin 1876, et y fut tué. Il est le seul chef cheyenne à mourir dans la bataille.
Il était aussi connu sous le nom de Bearded Man (pour les Lakotas) et de Mad Hearted Wolf (Hahk o ni). Il était le mari de Twin Woman et le père de Red Hat et de Crane Woman. Son petit-fils John Stands In Timber, né après sa mort, est devenu l'historien tribal des Cheyennes du Nord et a écrit le livre Cheyenne Memories (1967), basé sur l'histoire orale de son peuple.

## Biographie
Vé'ho'énȯhnéhe (Lame White Man) est né parmi les Cheyennes du Sud, mais s'est déplacé vers le nord après le massacre de Sand Creek en 1864. Il était également connu sous le nom de Mad Hearted Wolf (Hahk o ni), ce qui témoigne de sa bravoure. Il a épousé Twin Woman et a eu des enfants avec elle.
Il est devenu chef de la société Elk Horn avec les Cheyennes du Nord. Il a toujours gardé des liens avec les Cheyennes du Sud, en qualité de chef de conseil. Il a fait partie d'une délégation à Washington en 1873.

## Bataille de Little Bighorn
Pour un article plus général, voir Bataille de Little Bighorn.
Il a été écrit que pendant la bataille, Lame White Man portait une veste de cavalerie capturée, retrouvée attachée au troussequin d'une selle. Ce récit est contesté par son petit-fils, John Stands In Timber. Il a déclaré qu'il ne portait rien pendant la bataille, à l'exception d'une couverture nouée à la taille et des mocassins. Cette information lui a été racontée par sa grand-mère, Twin Woman.
Lame White Man a été abattu par des soldats américains sur le versant ouest de Battle Ridge, où il avait mené une charge. Plus tard, un guerrier miniconjou (pouvant être Little Crow) l'a confondu avec un éclaireur indien de l'armée et l'a scalpé avant de réaliser son erreur. Lame White Man fut le seul chef Cheyenne à mourir à la bataille de Little Bighorn.
Une pierre commémorative en granit rouge a été érigée en son honneur le jour du Memorial Day 1999 sur le champ de bataille de Little Bighorn.